# Hervé-René Martin
Hervé René Martin est un écrivain français né le 9 janvier 1948, aussi bien romancier, auteur de théâtre, de textes érotiques qu'essayiste.

## Biographie
À la fin des années 1990, Hervé René Martin réalise un travail de recherche sur les notions de mondialisation puis de décroissance, publiant deux livres sur le sujet, La Mondialisation racontée à ceux qui la subissent et La Fabrique du diable.

En 2004, soucieux de mettre sa vie en cohérence avec ses écrits, il entreprend de construire dans la haute-vallée de l’Aude une maison en terre et en paille pour y mener une vie dépourvu de tout le superflu. L’expérience change profondément son analyse des mécanismes en jeu dans la crise économique, sociologique et écologique qui bouleverse aujourd’hui la planète. Il en fait le récit dans Éloge de la simplicité volontaire, qu’il conclut en annonçant une nouvelle orientation de sa réflexion : 

« Quand on a creusé jusqu’à plus soif les champs de la critique sociale, puis essayé de mettre si peu que ce soit sa vie en cohérence avec ses idées, il ne reste guère d’autre choix que d’explorer une vision transcendante. »

C’est cette vision où le sacré retrouve toute sa place qu’il explore avec sa compagne dans Nous réconcilier avec la terre. Leur conclusion est que l’avenir de l’humanité passe par un saut de conscience et que, avant même d'être politique, l’enjeu est désormais d’ordre spirituel.
En 2011, désireux de s'offrir une plus grande liberté éditoriale, Hervé René Martin s'installe comme écrivain biographe et rewriter scientifique.

## La Mondialisation racontée à ceux qui la subissent
Documenté et référencé comme un livre d'économie, cet essai romancé met en scène un jeune statisticien et son épouse institutrice dont les visions du monde se trouvent à l'opposé l'une de l'autre. Lui croit dur comme fer à la société de consommation dont son métier le charge de tracer les courbes et calculer les indices de croissance. Elle sait que le bonheur ne se calcule pas avec des chiffres et rêve de s'occuper d'une classe unique dans un petit village de montagne.
C'est en rentrant de leur voyage de noces qu'elle reçoit l'affectation de ses rêves et lui sa lettre de licenciement. Si, au début, il la suit contraint et forcé, il va peu à peu s'ouvrir à un nouveau mode de vie dont il ignorait qu'il pouvait exister. Un mode de vie où priment les relations humaines sur les échanges commerciaux et le « faire soi-même » sur l'acte d'achat. Bientôt contacté par un groupe mystérieux qui le charge d'enquêter sur les signes avant-coureurs d'une nouvelle société en train de se former tandis que s'écroule inéluctablement la « civilisation du superflu », il nous livre un rapport aussi accablant sur cette dernière que porteur d'espoir sur les nouveaux modes coopératifs en train d'émerger un peu partout à travers le monde.

## Publications

### Essais
- La Mondialisation racontée à ceux qui la subissent, Climats, 1999, essai et polar économique
- La Mondialisation racontée à ceux qui la subissent, 2e partie : La Fabrique du diable, Climats, 2003
- Éloge de la simplicité volontaire, Flammarion, 2007, dessins de Émilie Antonucci
- Nous réconcilier avec la terre, Flammarion, 2009, en collaboration avec Claire Cavazza

### Romans
- Le Fils de Minos, Le Rocher, 1989
- La Grâce perdue du boxeur, Climats, 2000
- L'Origine du monde (tétralogie érotique), Climats 
  - Vol. 1 : L'Éveil de Clémence, 1997
  - Vol. 2 : Le Buisson ardent, 1998
  - Vol. 3 : La Disposition ou le complexe de Jonathan, 2000
  - Vol. 4 : La Défloration, 2004

## Dramaturge
Il est l'auteur de deux pièces jouées, non éditées : Le grand monopoloi, 1999 ; 2 boules orange amère, 2003.